# Nathaniel Lagrou
Nathaniel ("Nathan") Lagrou (Koekelare, 9 mei 1992) is een Belgisch voetballer. Hij is een middenvelder en speelt sinds 2013 voor KVV Coxyde.
In de winterstop van seizoen 2015-2016 werd hij uitgeleend aan HSV Hoek.

## Carrière

### Club Brugge
Nathaniel Lagrou doorliep alle jeugdreeksen van Club Brugge. In het seizoen 2012/13 maakte hij de overstap naar de A-kern. Na het ontslag van trainer Georges Leekens nam beloftencoach Philippe Clement het roer over. Clement, die Lagrou van bij de jeugd kende, liet de 20-jarige middenvelder op 8 november 2012 in de UEFA Europa League debuteren tegen Newcastle United.
Sinds het seizoen 2013-2014 is hij basis speler bij KVV Coxyde in de Derde Klasse A.

## Statistieken
| Seizoen | Club       | Land            | Competitie     | Competitie | Competitie | Beker van België | Beker van België | Europees | Europees | Overige | Overige | Totaal | Totaal |
| Seizoen | Club       | Land            | Competitie     | Wed.       | Dlp.       | Wed.             | Dlp.             | Wed.     | Dlp.     | Wed.    | Dlp.    | Wed.   | Dlp.   |
| ------- | ---------- | --------------- | -------------- | ---------- | ---------- | ---------------- | ---------------- | -------- | -------- | ------- | ------- | ------ | ------ |
| 2013/14 | KVV Coxyde | Vlag van België | Derde Klasse A | 21         | 5          | 0                | 0                | 0        | 0        | 0       | 0       | 21     | 5      |
| TOTAAL  | TOTAAL     | TOTAAL          | TOTAAL         | 21         | 5          | 0                | 0                | 0        | 0        | 0       | 0       | 21     | 5      |

bijgewerkt op 25-01-2014 (CEST)